# Kanton Saint-Étienne-1
Der Kanton Saint-Étienne-1 ist seit 2015 ein französischer Wahlkreis im Arrondissement Saint-Étienne im Département Loire der  Region Auvergne-Rhône-Alpes. Er besteht aus einem Teil der Stadt Saint-Étienne. 